# Chemins de fer Fribourgeois Gruyère-Fribourg-Morat
De Compagnie des Chemins de fer fribourgeois (Gruyère–Fribourg–Morat afgekort: GFM) was een spoorwegonderneming in Zwitserland.

## Geschiedenis
De GFM ontstond op 1 januari 1942 door een fusie van de metersporige Chemins de fer électriques de la Gruyère (CEG) en de normaalsporige Chemin de fer Fribourg–Morat–Anet (FMA) met de normaalsporige Chemin de fer Bulle–Romont (BR).
Het net van de GFM had een lengte van 48 kilometer geëlektrificeerd spoor met een spoorbreedte van 1000 mm en 1435 mm.

## Trajecten
- Normaalspoor:
  - Spoorlijn Romont - Bulle
  - Spoorlijn Fribourg - Morat - Ins

- Smalspoor:
  - Spoorlijn Châtel-St-Denis - Palézieux
  - Spoorlijn Châtel-St-Denis - Bulle - Montbovon
  - Spoorlijn Bulle - Broc-Fabrique (Nestle)

## Fusie
Op 1 januari 2000 fuseerden de Compagnie des Chemins de fer fribourgeois (GFM) en de Transport en commun de Fribourg (TF) tot Transports publics Fribourgeois (TPF).